# Franz Roubaud

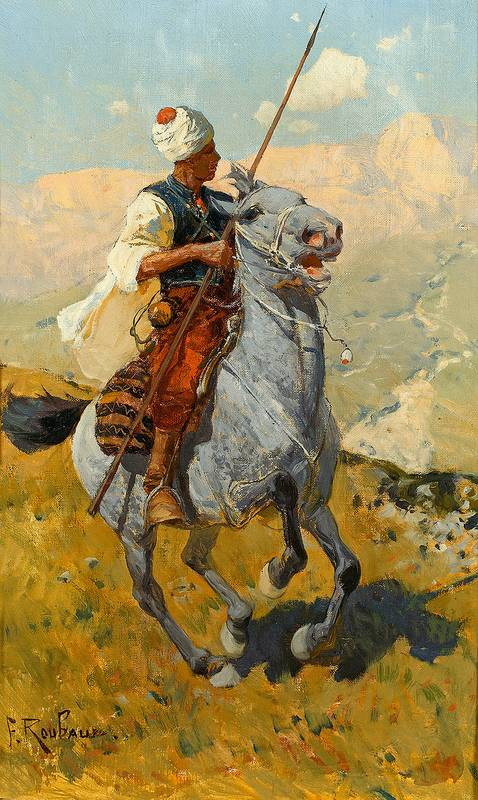
Franz Roubaud: Berittener Tscherkesse

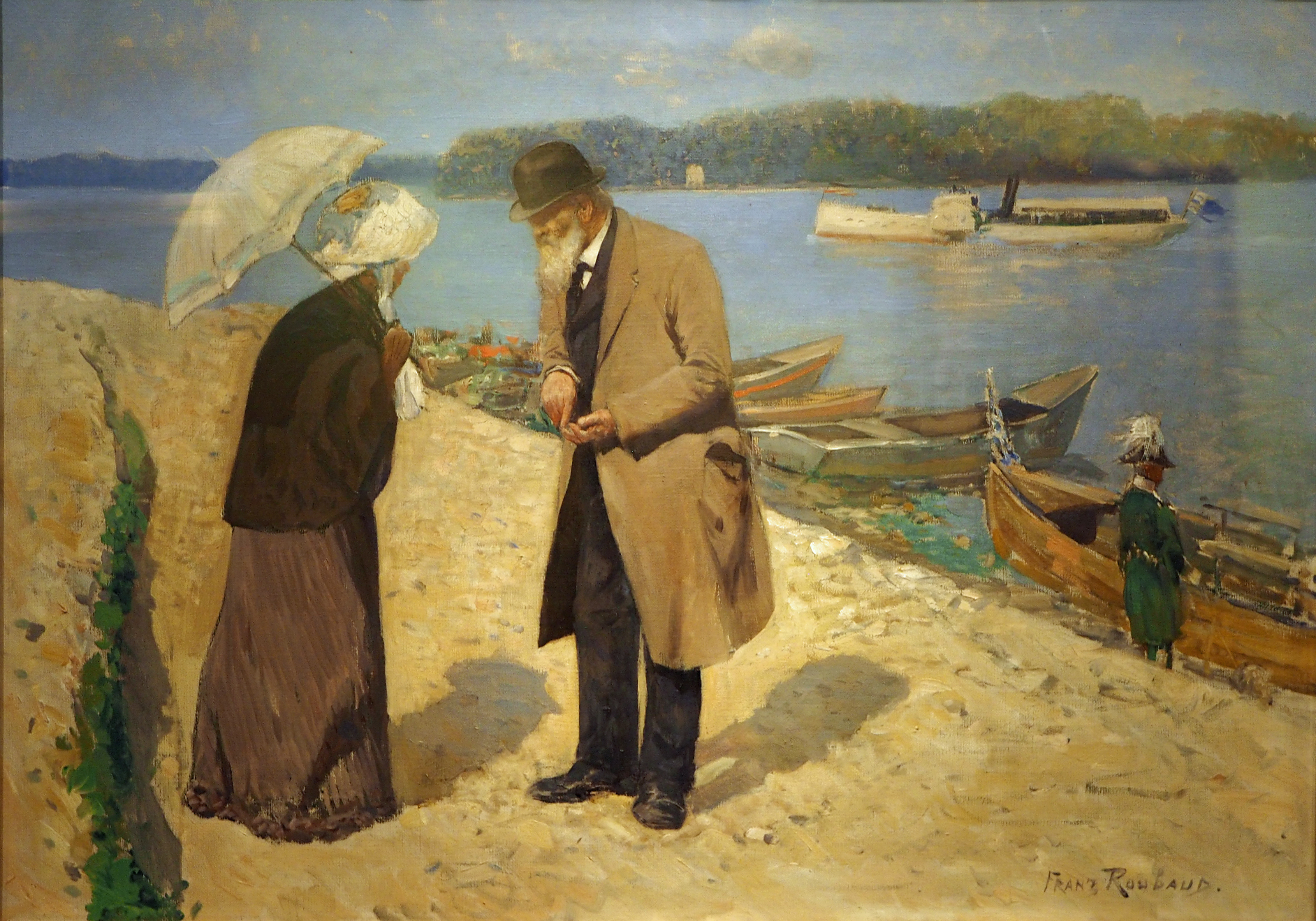
Prinzregent Luitpold und seine Schwester Adelgunde von Modena-Este auf den Priener Schären (1913)

Franz Roubaud (russisch Франц Алексеевич Рубо Franz Aleksejewitsch Rubo, wiss. Transliteration Franc Alekseevič Rubo; * 5.jul. / 17. Juni 1856greg. in Odessa, Russisches Kaiserreich; † 11. März 1928 in München; auch François Iwan Roubaud oder Frants Roubaud) war ein russischer Maler. Roubaud wurde bekannt als Schlachtenmaler und mit Bildern aus dem Leben des Kaukasus.

## Leben
Franz Roubaud war das dritte von neun Kindern des aus Marseille emigrierten Kaufmanns Alexis Roubaud und der aus Clermont-Ferrand stammenden Schneiderin Madeleine Sénèque.
Bereits im Alter von sechs Jahren begann er die ersten Zeichenstudien, später folgten Studienaufenthalte im Kaukasus. Von 1865 bis 1877 studierte er an der Zeichenschule in Odessa, 1877/1878 studierte er bei Carl Theodor von Piloty, Otto Seitz und Wilhelm von Diez in München, anschließend auch beim Soldatenmaler Joseph von Brandt. 1883 und 1884 bereiste er im Auftrag der russischen Regierung Teile Kaukasiens, darunter Eriwan und Tiflis, Baku am Kaspischen Meer sowie Buchara und Taschkent in Westturkestan. 1885 erhielt er den Auftrag zu einem 17-teiligen Bilderzyklus für die Ruhmeshalle in Tiflis. Im folgenden Jahr bereiste er, begleitet von den Studienfreunden Rudolf Otto von Ottenfeld, Johannes Leonhard (1858–1913) und dem in Russland geborenen Robert Büchtger (1862–1951), erneut den Kaukasus. 1889 erhielt er den Adelstitel und wurde durch die Zaren Alexander III. und Nikolaus II. besonders gefördert. 1895 erhielt er auf der Großen Berliner Kunstausstellung eine kleine Goldmedaille. Es folgten Aufenthalte in Paris und Sankt Petersburg. Dort war er in den Jahren 1903 bis 1912 Professor an der Kunstakademie. Mit dieser Unterbrechung lebte der Maler in München und in Rimsting am Chiemsee, wo er 1903 ein Anwesen erworben hatte. Bei Ausbruch des Ersten Weltkriegs entging er als russischer Staatsbürger der Internierung nur dadurch, dass er die deutsche Staatsbürgerschaft annahm. Sein Grab liegt auf dem Friedhof Frauenchiemsee. Die Neue Münchner Galerie in der Residenzstraße ehrte den Künstler 1928 mit einer umfassenden Ausstellung seiner Werke.

## Werke

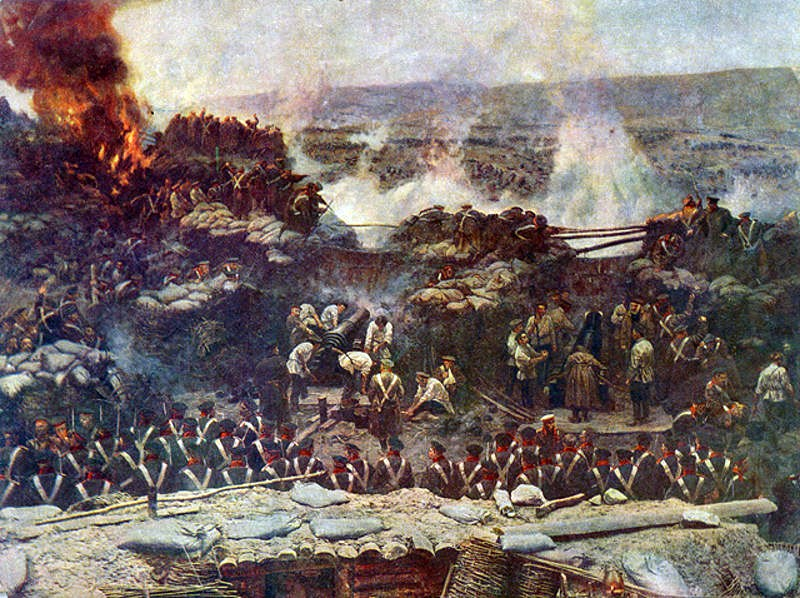
Franz Roubaud: Die Belagerung von Sewastopol, Ausschnitt

Drei Panoramen und die auf weitere historische Ereignisse bezogenen Schlachtengemälde zur russischen Geschichte machen das Hauptwerk des Malers aus. Daneben entstanden zahlreiche Kompositionen aus dem Kaukasus und den asiatischen Gebieten Russlands, wie Jagd- und Marktszenen, eine Karawanenrast und anderes. Unüberschaubar ist jedoch die Zahl skizzenhafter und ausgeführter Darstellungen von berittenen Kämpfern der kaukasischen Bergvölker (Roubaud bereiste Tschetschenien und Dagestan, jedoch nicht das Tscherkessengebiet), die – wohl wegen ihrer Bekleidung mit der „Tscherkesska“ und der einer für den gesamten Kaukasus typischen Fellmütze – häufig als „Tscherkessen“, seltener als „Kosaken“ bezeichnet werden.
Bekanntestes Werk ist das 100 Meter lange Panoramagemälde Die Belagerung von Sewastopol (1904), für das in Sewastopol ein eigenes Museum errichtet wurde. Weitere Panoramagemälde sind die Schlacht von Borodino (1912; seit 1962 ausgestellt im Moskauer Panoramamuseum der Schlacht von Borodino) und die Erstürmung des Auls Achulgo im September 1839, 1889/90 in München gemalt.

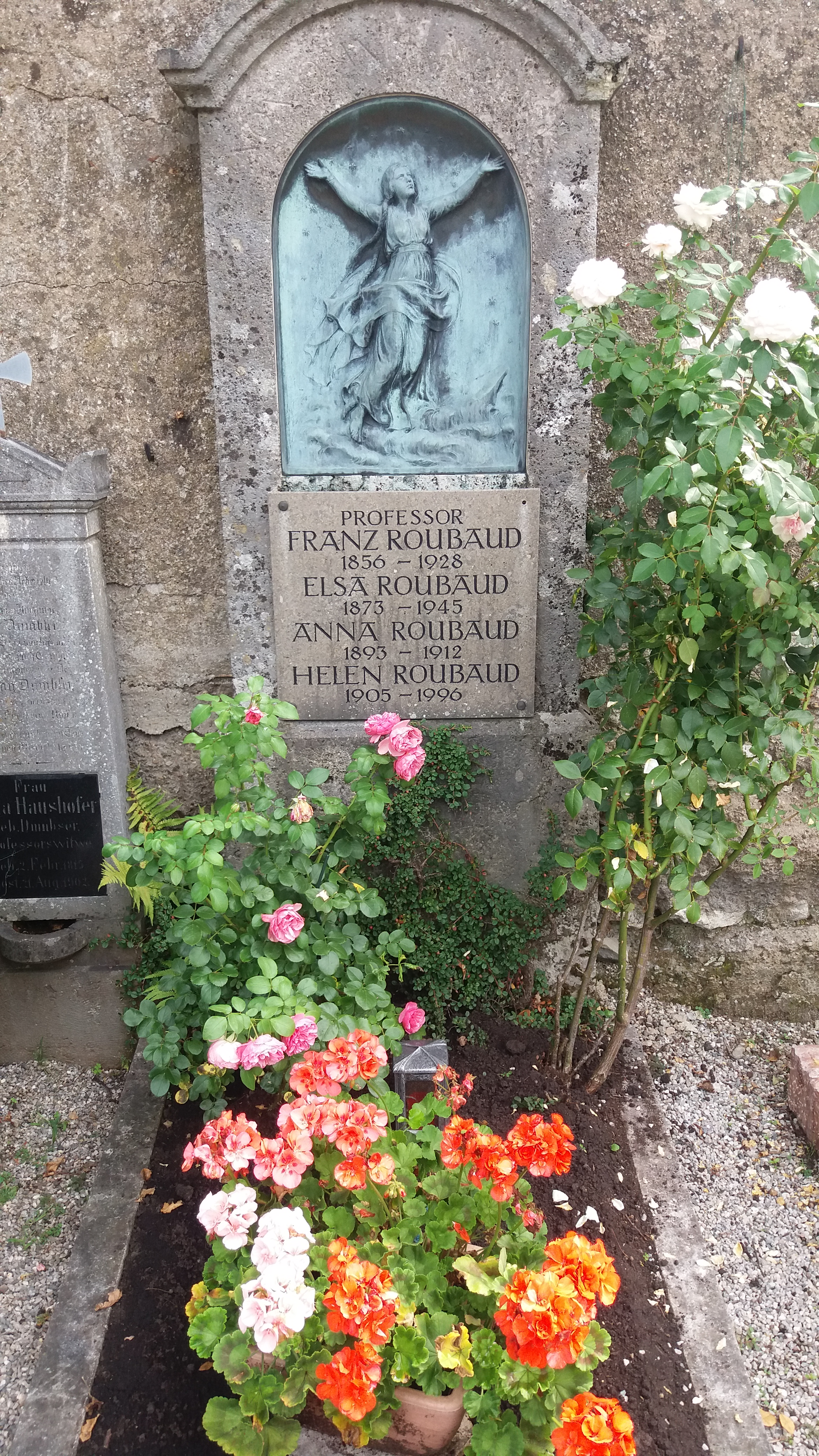
Grabstätte Roubaud, Friedhof Fraueninsel